# Eugen Jochum
Eugen Jochum (Babenhausen, 1 de novembro de 1902 - Munique, 26 de março de 1987) foi um maestro alemão.

## Vida
Jochum nasceu em Babenhausen, perto de Augsburg, Alemanha. Jochum estudou piano e órgão em Augsburg até 1922. Ele então estudou condução em Munique. Ele fez sua estreia como maestro com a Filarmônica de Munique em 1926, em um programa que incluíu a Sinfonia Nº7 de Bruckner. No mesmo ano ele foi apontado como maestro em Kiel, onde ele conduziu dezessete óperas em apenas uma temporada, incluindo The Flying Dutchman, Der Rosenkavalier e Turandot. Após Kiel ele foi para Mannheim. Nesse peródo ele conduziu vinte concertos com a Filarmônica de Nova Iorque (ele só voltou a aparecer nos Estados Unidos em 1958). Em 1930 ele foi apontado como diretor musical em Duisburg, permanecendo lá até 1932. Em 1932 ele tornou-se maestro chefe da Orquestra da Rádio de Berlim, também conduzindo dezesseis concertos com a Filarmônica de Berlim e na Ópera Alemã.
Em 1934 Jochum sucedeu Karl Böhm como diretor musical da Ópera Estatal de Hamburgo e com a Filarmônica de Hamburgo. Após a Segunda Guerra Mundial, Jochum tornou-se o primeiro maestro chefe da Orquestra Sinfônica da Rádio Bávara, em 1949. Jochum também apareceu como maestro convidado com a Orquestra Concertgebouw, de Amsterdã, e serviu como diretor musical da orquestra entre 1941 e 1943. De 1961 até 1963, Jochum foi o maestro chefe da Orquestra Concertgebouw ao lado de Bernard Haitink. Ele conduziu frequentemente em Londres, com a Filarmônica de Londres e com a Orquestra Sinfônica de Londres. Em 1975 a Sinfônica de Londres o apontou como maestro laureado.
Jochum é mais conhecido pelas suas interpretações de Anton Bruckner. Suas performances de Bach, Beethoven, Brahms, Mozart, Haydn, Schumann, Wagner e Carl Orff também são memoráveis.
Jochum faleceu em Munique, Alemanha aos oitenta e quatro anos.

## Gravações notáveis
- Anton Bruckner, Terceira Sinfonia , Hamburg State Philharmonic Orchestra, 1944  (first commercial recording of the complete symphony)
- Anton Bruckner, Quarta Sinfonia, Berlin Philharmonic Orchestra, 1965
- Anton Bruckner, Quinta Sinfonia, Bavarian Radio Symphony Orchestra, 1958
- Anton Bruckner, Quinta Sinfonia, Concertgebouworkest, 1963
- Anton Bruckner, Oitava Sinfonia, Hamburg State Philharmonic Orchestra, 1949 (first commercial recording of the complete symphony)
- Anton Bruckner, Nona Sinfonia, Bavarian Radio Symphony Orchestra, 1954
- Carl Orff, Carmina Burana, Bavarian Radio Symphony Orchestra, 1953
- Ludwig van Beethoven, Violin Concerto, Berlin Philharmonic, 1962
- Ludwig van Beethoven, Sinfonia nº 9 em Ré menor Op. 125 Choral, Netherlands Radio Chorus Concertgebouw Orchestra, Amsterdam, 1969 (Dr. J. Ward)
- Richard Wagner, Die Meistersinger von Nürnberg, Deutsche Oper Berlin, 1976 (com Dietrich Fischer-Dieskau, Plácido Domingo, and others)
- Johannes Brahms, Concerto para Piano No. 1, Orquestra Filarmônica de Berlim, com Emil Gilels, 1972
- Johannes Brahms, Sinfonias 1-4, Orquestra Filarmônica de Berlim, 1951-1956